# كيرما
كيرما في الفيزياء (بالإنجليزية:Kerma) هي مجموع طاقة الحركة الابتدائية لعدد من الجسيمات المؤينة المتولدة في مادة بفعل إشعاع مؤين غير ذي شحنة (مثل النيوترونات أو أشعة غاما أو الأشعة السينية) مقسومة على كتلة المادة.
وهي تعرف بالمعادلة :
{\displaystyle K=dE_{tr}/dm}.
حيث :
E الطاقة الممتصة
m الكتلة
وتختلف الكيرما عن الجرعة الممتصة absorbed dose من جسم بحسب مقدار الطاقة المعنية. فبينما تتساوي الكيرما والجرعة الممتصة عند الطاقات المنخفضة، فإن الكيرما تزداد بزيادة طاقة الإشعاع المؤثر، حيث يضيع جزء من الطاقة من الجسم الممتص في صورة أشعة انكباح أو أشعة سينية أو إلكترونات سريعة.
وتُقاس وحدة الجرعة الممتصة بوحدة الجول لكل كيلوجرام ، وهذه الوحدة هي جراي (Gy), حيث :
1 جراي (وحدة) = 1 جول/كيلوجرام.

## أصل الكلمة
كلمة كيرما هي اختصار ل : "kerma" = "kinetic energy released in material".

## انتقال الطاقة الإشعاعية في الوسط
وتنتقل طاقة الفوتون (موجة كهرومغناطيسية، مثل أشعة إكس) على مرحلتين: أولا تتحول طاقته الأشعة إلى جسيمات مشحونة ثانوية بواسطة تأثيرات مختلفة مثل تأثير كهروضوئي أو تشتت كومتون أو إنتاج زوجي . ثم ثانيا، تنقل تلك الجسيمات المشحونة الثانوية طاقتها إلى الوسط عن طريق إثارة الذرات وتأين الوسط .
أما بالنسبة للطاقة المنخفضة للفوتونات فتكون كيرما مساوية تقريبا للجرعة الممتصة. ولكنها تختلف في الطاقات العالية. وذلك لأن الإلكترونات المتولدة ذات الطاقة العالية قد تصل إلى أجزاء خارج المنطقة التي تهمنا، وقد يفقد جزء منهم من طاقته عن طريق أشعة انكباح. فتحتسب تلك الطاقة في الكيرما ولا تحتسب في الجرعة الممتصة. وبالنسبة إلى أشعة إكس المنخفضة الطاقة تكون تلك التفرقة مهملة.
وفي الواقع فتنقسم الكيرما إل قسمين: كيرما التصادم {\displaystyle k_{col}} وكيرما الإشعاع {\displaystyle k_{rad}} أي أن :
{\displaystyle K=k_{col}+k_{rad}}.
وتنتج كيرما التصادم أثناء إنتاج إلكترونات تقوم بتوزيع طاقتها في صورة تأين بواسطة التفاعل بين الجسيمات المشحونة وإلكترونات ذرات الوسط. وكيرما الإشعاع تؤدي إلى تولد فوتونات عن طريق التفاعل بين الجسيمات المشحونة وأنوية الذرات في الوسط، كما يمكن أن تتولد من الإفناء خلال مسارها.
وأحيانا تهمنا كمية الكيرما التصادمية، ويعبر عنها بالمعادلة:
{\displaystyle k_{col}=K(1-g)}
حيث:
g متوسط نسبة الطاقة المنقولة إلى الإلكترونات والمفقودة في هيئة أشعة انكباح.